# Poczopek

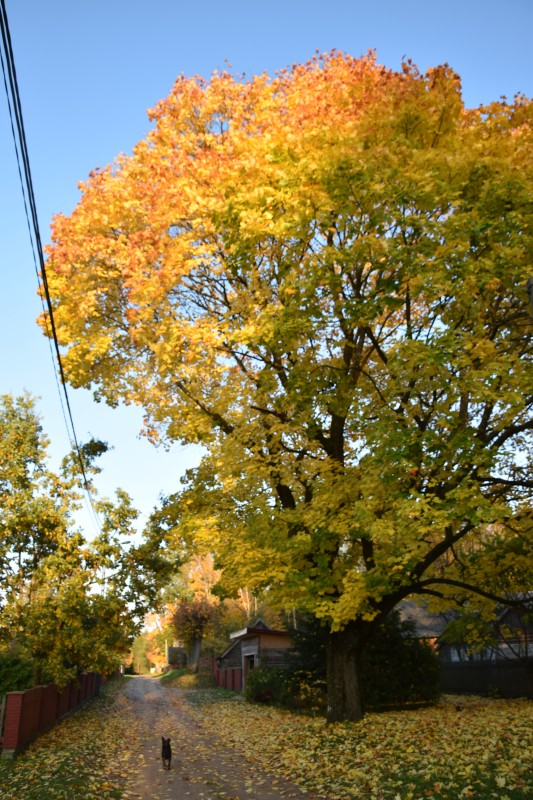
Ulica jesienią w Poczopku (2017)

Poczopek – wieś w Polsce położona w województwie podlaskim, w powiecie sokólskim, w gminie Szudziałowo.
W latach 1975–1998 miejscowość administracyjnie należała do województwa białostockiego.
Siedziba Nadleśnictwa Krynki.
Wierni kościoła rzymskokatolickiego należą do parafii św. Wincentego Ferreriusza i św. Bartłomieja Apostoła w Szudziałowie.

## Zabytki
- grodzisko średniowieczne wpisane do rejestru zabytków w dniu 19.01.2017 r.[8]